# Nemeuklideszi geometria
A geometriai rendszerek – geometriák – az alapozásban megfogalmazott premisszákban különböznek. Az euklideszi geometria axiómarendszerétől eltérő alapokra épített rendszereket közös néven nemeuklideszi geometriáknak nevezzük. Eleinte csak az elsőként felfedezett Bolyai–Lobacsevszkij-féle geometriát illették az elnevezéssel, de később újabb geometriákat is találtak.

## Az euklideszi párhuzamosság
Eukleidész az Elemek I. könyvében definiálja az egyenesek párhuzamosságát:
- 23. definíció: Két egyenes párhuzamos, ha azok egy síkban fekszenek és mindkét irányban meghosszabbítva nem metszik egymást.

Az évezredes problémát okozó 5. posztulátum pedig kimondja, hogy
- Ha egy egyenes úgy metsz két egyenest, hogy az egyik oldalán keletkező belső szögek összege kisebb két derékszögnél, akkor e két egyenes a metszőnek ezen oldalán meghosszabbítva metszi egymást.

## A nemeuklideszi párhuzamosság
Bolyai és Lobacsevszkij a párhuzamost egy külső pont körül forgatott szelők határhelyzeteként definiálják. Az {\displaystyle AM} egyenesen kívül fekvő {\displaystyle B} pont körül forgatott egyenesek közül az a {\displaystyle BC} párhuzamos az {\displaystyle AM}-mel, amelyik elpattan tőle. Más fogalmazásban a forgatott egyenesek közül a párhuzamos az első nem metsző. Bolyai ezt a párhuzamost aszimptotikus párhuzamosnak, vagy egyszerűbben aszimptotának nevezte.
Mivel a forgatott egyenes egyre távolabb metszi az {\displaystyle AM} egyenest, kísérlettel nem lehet eldönteni, hogy mikor, az {\displaystyle \alpha } szög milyen értékénél következik be ez az elpattanás. A két kutató ezt a szöget a párhuzamosság szögének nevezte. Mindketten eljutottak annak felismeréséig, hogy a párhuzamossági szög a {\displaystyle B} pont és az {\displaystyle AM} egyenes közötti távolsággal összefüggésben van: {\displaystyle \Pi (a)}. Kettejük munkája között csupán annyi a lényeges különbség, hogy Lobacsevszkij a definíciót követően szétválasztja a két lehetséges esetet és az euklideszitől eltérő hiperbolikus geometria tételeit, míg Bolyai a két esetet együtt kezelve a kétféle geometria közös részét, az abszolút geometria tételeit dolgozta ki. Az az eredmény is közismert, hogy a háromszögek szögeinek összege is aszerint egyenlő vagy kisebb két derékszögnél, hogy a síkja euklideszi vagy hiperbolikus.

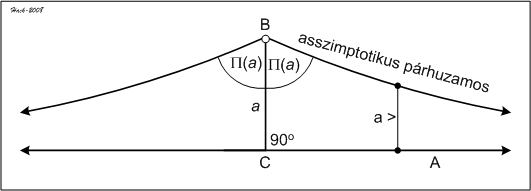

A hiperbolikus elnevezést a párhuzamos egyenes és a hiperbola rokonítása magyarázza. E geometriában a párhuzamosok közötti távolság csökken, aszimptotikusan közelednek egymáshoz. Ugyancsak fontos különbséget jelent, hogy a balra forgatott egyenes által meghatározott párhuzamos nem azonos a jobbra forgatottal. Ez ellentmond az idézett I.23. definíciónak.

## Egy harmadik párhuzamosság

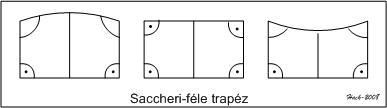

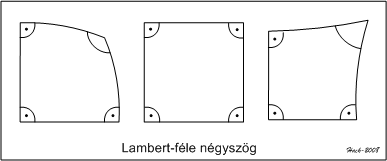

Az 5. posztulátum elhagyásával kapott maradék axiómákból következik (bizonyítható), hogy a párhuzamosság szöge nem lehet derékszögnél nagyobb, s ennek következménye, hogy a háromszögek szögeinek összege sem lehet két derékszögnél nagyobb. A paralellákkal foglalkozó Gerolamo Saccheri (1667–1733) és Johann Heinrich Lambert (1728–1777) eljutottak egy olyan felismerésig, hogy ezt a lehetőséget sem szabad elvetni. Meg kell vizsgálni olyan geometriai rendszerek lehetőségét is, amelyekben a szögösszeg nagyobb {\displaystyle 2\pi }-nél. Mivel ez a maradék axiómáknak ellentmond, további axiómá(ka)t kell megváltoztatni, elhagyni vagy másokkal helyettesíteni.
Georg Friedrich Bernhard Riemann (1826–1866) két ilyen változtatás lehetőségét mutatta meg, s ezzel két újabb nemeuklideszi rendszert konstruált:
- 1. Egyszeres elliptikus geometria:

1/a. Az egyenes nem választja el egymástól a két félsík pontjait.
1/b. Két egyenesnek mindig van egy közös pontja.
- 2. Kétszeres elliptikus geometria:

2/0. Az egyenes elválasztja a két félsík pontjait.
2/b. Két egyenesnek pontosan két közös pontja van.
Az elliptikus geometria az euklideszi gömbfelületén érvényes szférikus geometriával rokon.
A hiperbolikus geometria a pszeudoszféra felületi geometriájával modellezhető.

## A három geometria összevetése
Felix Kleintől (1849–1925) származik a háromféle geometria és a kúpszeletek nomenklatúrájának összekapcsolása, mely ez utóbbiak ideális pontjainak száma és az egyeneshez külső pontból húzható párhuzamosok száma közötti analógiára utal.
Ennek nyomán használjuk ezeket a jelzőket az Eukleidész (parabolikus), a Bolyai-Lobacsevszkij (hiperbolikus) és a Riemann (elliptikus) nevéhez kapcsolt geometriák megkülönböztetésére.
Az alábbiakban a három rendszerben érvényes néhány trigonometriai összefüggésből látható a különbség, de a rokonság is:
- 1. A síkháromszögek szinusztétele:

1.a. Euklideszi: {\displaystyle {\frac {\sin \alpha }{a}}={\frac {\sin \beta }{b}}={\frac {\sin \gamma }{c}}}.
1.b. Hiperbolikus: {\displaystyle {\frac {\sin \alpha }{\mathrm {sh} a}}={\frac {\sin \beta }{\mathrm {sh} b}}={\frac {\sin \gamma }{\mathrm {sh} c}}}.
1.c. Elliptikus: {\displaystyle {\frac {\sin \alpha }{\sin a}}={\frac {\sin \beta }{\sin b}}={\frac {\sin \gamma }{\sin c}}}.
- 2. A síkháromszögek koszinusztétele:

2.a. Euklideszi: {\displaystyle a^{2}+b^{2}-2ab\cdot \cos \gamma =c^{2}}.
2.b. Hiperbolikus: {\displaystyle \mathrm {ch} a\cdot \mathrm {ch} b+\mathrm {sh} a\cdot \mathrm {sh} b\cdot \cos \gamma =\mathrm {ch} c}.
2.c. Elliptikus: {\displaystyle \cos a\cdot \cos b+\sin a\cdot \sin b\cdot \cos \gamma =\cos c}.
(Az elliptikus tételek a gömbháromszögtan ismert összefüggései.)

## Még több geometria
Arthur Cayley (1821-1895) korábbi kutatásaira támaszkodva Felix Klein hívta fel a figyelmet arra, hogy a három geometria az egyenesen három eltérő metrikát használ: (A. ábra)
- A parabolikus (euklideszi) metrika a szakaszok hosszát az egységhez ({\displaystyle OE}) viszonyított arányukkal méri: {\displaystyle d_{p}(AB)=AB:OE}.
- Az elliptikus metrika a külső {\displaystyle O} pontból induló egyenesek szögével méri a szakaszt: {\displaystyle d_{e}(AB)=AOB\angle }.
- A hiperbolikus metrika az {\displaystyle X} és {\displaystyle Y} alappontokkal alkotott kettősviszonyt használja: {\displaystyle d_{h}(AB)=k\cdot \ln(ABXY)}.

A pontsor analógiájára definiálható a sugársorok metrikája, a szögmérés (B. ábra):
- Parabolikus metrika: {\displaystyle \delta _{p}(ab)=AB}. (A csúcsot elkerülő egyenesen levő metszet)
- Elliptikus metrika: {\displaystyle \delta _{e}(ab)=ab\angle }. (A "közönséges" szögmérték)
- Hiperbolikus metrika: {\displaystyle \delta _{h}(ab)=k\cdot \ln(abxy)}.

A síkban a lehetséges geometriák úgy adódnak, hogy választunk egy szakasz–metrikát és egy szög–metrikát, tehát 3´3 = 9 síkbeli geometriai rendszert konstruálhatunk. (A térben ezekhez még a lapszögek metrikáját kell csatolnunk, s ezzel 3´3´3 = 27-féle geometriai rendszert választhatunk.) A következő táblázat mutatja a lehetséges síkgeometriákat:
Ezeknek a síkgeometriáknak a "létezését" modellek segítségével lehet igazolni. Ezekben a modellekben az egyenesek és/vagy a pontok szerepét más alakzatok veszik át. A véges modellek használata vezetett a véges geometriák megalkotásához.